# Garif Sultan
Garif Sultan, ros. Гарип Султан (ur. w Sterlitamak-Zirgan w Baszkirii w 1923 roku, zm. 14 listopada 2011 w Monachium) – tatarski wykładowca akademicki, członek Komitetu Tatarskiego podczas II wojny światowej, emigracyjny publicysta i wydawca, szef redakcji tatarsko-baszkirskiej Radia "Wolna Europa"
Ukończył studia. Wykładał w Baszkirskim Państwowym Instytucie Pedagogicznym. Został zmobilizowany do Armii Czerwonej. Po ataku wojsk niemieckich na ZSRR 22 czerwca 1941 r., dostał się w 1942 r. do niewoli. W obozie jenieckim podjął kolaborację z Niemcami. Rozpoczął pracę w oddziale tatarskim Ostministerium Alfreda Rosenberga. Od 1942 r. zasiadał w Komitecie Tatarskim. Od kwietnia 1943 r. do lipca 1944 r. pełnił funkcję redaktora naczelnego pisma "Biuletyn Tatarsko-Niemiecki". Po zakończeniu wojny zamieszkał w zachodnich Niemczech. Pracował w redakcji rozgłośni radiowej "Głos Ameryki". Ukończył studia filozoficzne i politologiczne na uniwersytecie w Hamburgu, po czym został korespondentem Radia "Wolna Europa" w USA. W latach 1979–1989 pod pseudonimem "Fanis Iszimbaj" kierował redakcją tatarską-baszkirską Radia występującego pod nazwą "Azatłyk". Od 2002 r. wydaje w Niemczech tatarsko-baszkirskie czasopismo literacko-popularne "Bertugan".